# One After 909
A One After 909 (a korai felvételeken néha The One After 909 néven) az angol rockzenekar, a The Beatles dala 1970-es Let It Be című albumáról. John Lennon írta, Paul McCartney közreműködésével, és közös partnerségüknek tulajdonították. Az album verzió az 1969. január 30.-án lezajlott tetőkoncert élő előadása volt. Ez az előadás is szerepel a Let it Be filmben. A dalt legkésőbb 1960 tavaszán és talán már 1957-ben megírták, és egyike az első Lennon–McCartney szerzeményeknek. A dal talán jobban emlékeztet a korai amerikai rock 'n' rollra, mint a tetőtéri koncert bármelyik másik dala, és a tetőtéri csevegés poénjaként Lennon a Danny Boy népdal kezdősorából énekel egy változatot a dal befejezése után nem sokkal.

## Eredete
Egy 1980-as Playboy-interjúban Lennon kifejtette: "Ezt körülbelül tizenhét éves koromban írtam. A Newcastle Road 9. szám alatt laktam. Október kilencedikén születtem, a kilencedik hónapban. Ez csak egy szám, ami követ engem. körül, de számtanilag úgy tűnik, hatos vagyok, hármas vagy ilyesmi, de ez mind a kilenc része."
McCartney azt mondta: "Nem egy nagy dal, de nagy kedvencem, mert nagyszerű emlékeket őrzök Johnról, és egy bluesos tehervonat-dalt próbáltunk írni. Sok ilyen dal volt akkoriban, mint pl. Midnight Special", "Tehervonat", "Rock Island Line", tehát ez volt a "One After 909"; nem ő kapta meg a 9:09-et, hanem az utána lévőt."

## Változatok
Az első verziót 1960-ban vették fel még The Quarrymen név alatt.
1963. március 5-én már The Beatles néven vették fel a dal egy másik változatát, öt felvételben, ugyanazon a ülésen, amikor elkészült harmadik kislemezük, a From Me to You és annak B-oldala a Thank You Girl. Elégedetlenek voltak az eredménnyel, és ezt a verziót akkor nem adták ki. 1995-ben az Anthology 1 válogatásalbumon számos felvételt adtak ki a március 5-i ülésről, és egy szerkesztett változatot is. A dalt hat évig félretették, mígnem a Beatles újra felvette a Get Back projektjéhez, amely végül a Let It Be albumon jelent meg.
A dal szerepel a 2003-as Let It Be... Naked albumon is, amely az 1969-es tetőkoncerten elhangzott szám újrakevert és kiadott változata. A dal eredeti harmadik felvétele a Let It Be 2021-es újrakiadása részeként jelent.

## Közreműködött

### Anthology 1 album változat (megjelent: 1995. november 20., rögzítve: 1963. március 5.)
Ian Macdonald szerint:

#### The Beatles
- John Lennon – ének, ritmusgitár, szájharmonika
- Paul McCartney – vokál, basszusgitár
- George Harrison – szólógitár
- Ringo Starr – dob

### Let it Be album változat (megjelent: 1970. május 8., rögzítve: 1969. január 30.)
Ian Macdonald szerint:

#### The Beatles
- John Lennon – ének, szólógitár
- Paul McCartney – vokál, basszusgitár
- George Harrison – ritmusgitár
- Ringo Starr – dob

#### További zenészek
- Billy Preston – elektromos zongora

## Feldolgozások
A dalt különböző előadók dolgozták fel, köztük Ricky Nelson, Terry Manning,a Laibach szlovén zenekar, Willie Nelson, Helen Reddy, Carmen Rasmusen, a Long Ryders és a The Smithereens. James Apollo 2010-ben rögzítette a dal egy verzióját a Mojo magazin által a 40. évfordulója alkalmából kiadott Let It Be Revisited című feldolgozásalbumon. A Caspar Babypants 2015-ben kiadta a gyerekeknek szóló verziót.

## Fordítás
Ez a szócikk részben vagy egészben  az   One After 909 című angol Wikipédia-szócikk fordításán alapul.  Az eredeti cikk szerkesztőit annak laptörténete sorolja fel. Ez a jelzés csupán a megfogalmazás eredetét és a szerzői jogokat jelzi, nem szolgál a cikkben szereplő információk forrásmegjelöléseként.

## Külső hivatkozások
Allan W. Pollack megjegyzései a One After 909 című dallal kapcsolatban
Re: One After 909: an in-depth investigation